# .il
.il (Israel) é o código TLD (ccTLD) na Internet para Israel.